# Monroe (New Hampshire)
Monroe è un comune degli Stati Uniti d'America facente parte della contea di Grafton nello stato del New Hampshire.